# Lantages
Lantages ist eine französische Gemeinde mit 214 Einwohnern (Stand 1. Januar 2022) im  Département Aube in der Region Grand Est (vor 2016 Champagne-Ardenne). Sie gehört zum Arrondissement Troyes und zum Kanton Les Riceys. 

## Geographie
Lantages liegt etwa 26 Kilometer südsüdöstlich von Troyes am Flüsschen Marve, das im nördlichen Gemeindegebiet in den Hozain mündet. Umgeben wird Lantages von den Nachbargemeinden Rumilly-lès-Vaudes im Norden, Jully-sur-Sarce im Nordosten, Vougrey im Nordosten und Osten, Villiers-sous-Praslin im Osten und Südosten, Praslin im Süden, Chaource im Südwesten und Westen sowie Les Loges-Margueron im Nordwesten.

## Bevölkerungsentwicklung
| Jahr                       | 1962 | 1968 | 1975 | 1982 | 1990 | 1999 | 2006 | 2012 | 2019 |
| Einwohner                  | 212  | 174  | 171  | 166  | 204  | 216  | 238  | 249  | 215  |
| Quellen: Cassini und INSEE |      |      |      |      |      |      |      |      |      |

## Sehenswürdigkeiten
- Kirche Saint-Valentin aus dem 12. Jahrhundert

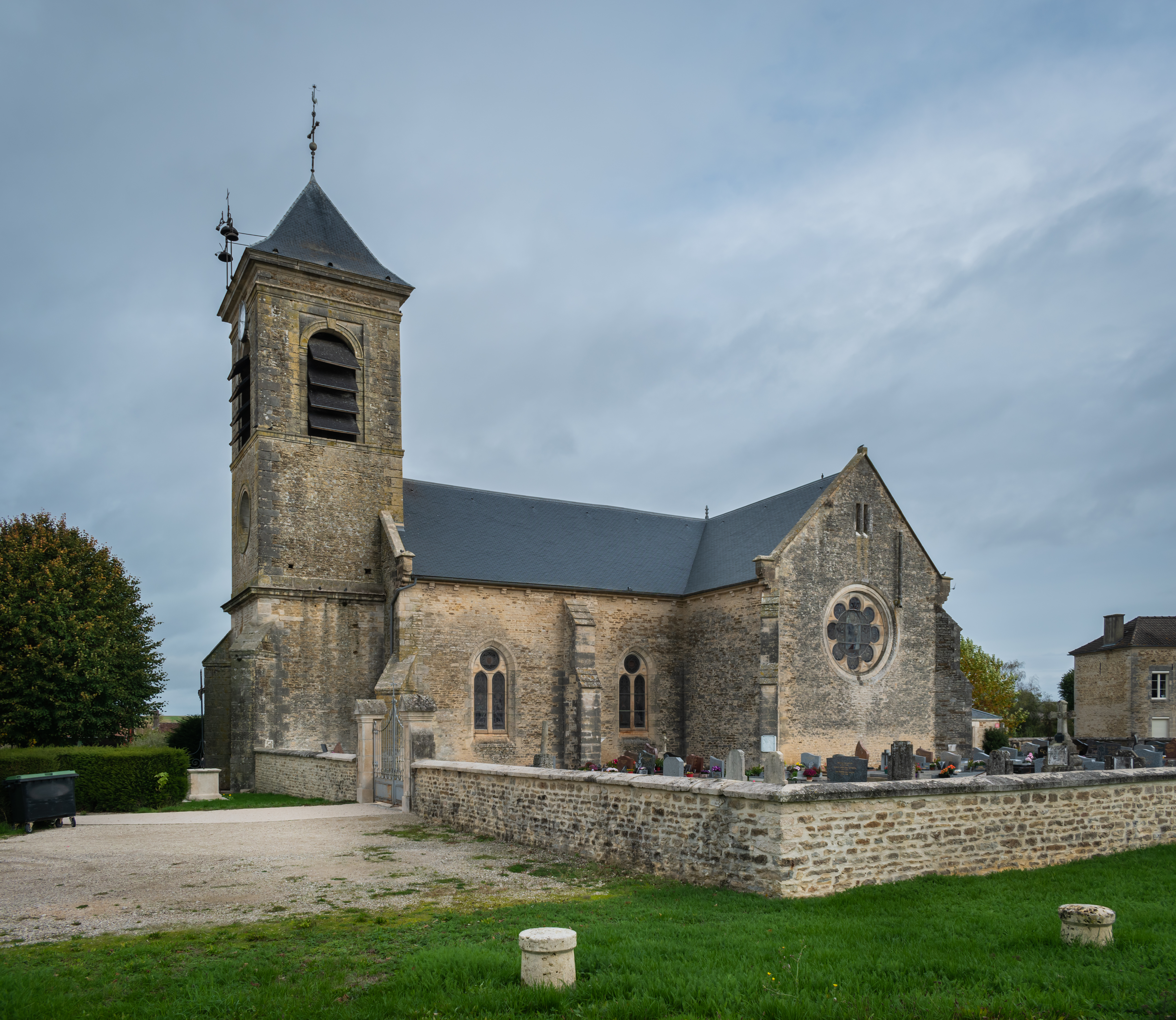
Kirche Saint-Valentin